# Kabinett Roman I

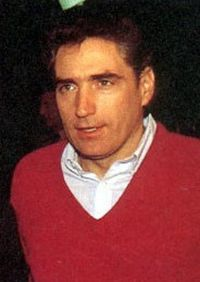
Petre Roman war zwischen 1989 und 1991 Ministerpräsident Rumäniens.

Das Kabinett Roman I wurde in Rumänien von Ministerpräsident Petre Roman am 26. Dezember 1989 gebildet und war damit für den Rat der Front zur Nationalen Rettung CFSN (Consiliul Frontului Salvării Naționale) die erste Regierung nach dem Zusammenbruch des Kommunismus und dem Sturz des neostalinistischen Diktators Nicolae Ceaușescu im Zuge der Revolution am 22. Dezember 1989. Das Kabinett blieb bis zum 28. Juni 1990 im Amt und wurde daraufhin vom Kabinett Roman II abgelöst.

## Kabinettsmitglieder
| Amt                                                     | Amtsinhaber                                                        | Beginn der Amtszeit                | Ende der Amtszeit               |
| ------------------------------------------------------- | ------------------------------------------------------------------ | ---------------------------------- | ------------------------------- |
| Ministerpräsident                                       | Petre Roman                                                        | 26. Dezember 1989                  | 28. Juni 1990                   |
| Vize-Ministerpräsident                                  | Gelu Voican Voiculescu                                             | 26. Dezember 1989                  | 28. Juni 1990                   |
| Vize-Ministerpräsident                                  | Mihai Drăgănescu                                                   | 26. Dezember 1989                  | 31. Mai 1990                    |
| Vize-Ministerpräsident                                  | Ioan Aurel Stoica                                                  | 26. Dezember 1989                  | 28. Juni 1990                   |
| Vize-Ministerpräsident                                  | Anton Vătășescu                                                    | 28. März 1990                      | 28. Juni 1990                   |
| Innenminister                                           | Generaloberst Mihai Chițac Doru Viorel Ursu                        | 28. Dezember 1989 14. Juni 1990    | 14. Juni 1990 28. Juni 1990     |
| Außenminister                                           | Sergiu Celac                                                       | 26. Dezember 1989                  | 28. Juni 1990                   |
| Justizminister                                          | Teofil Pop                                                         | 3. Januar 1990                     | 28. Juni 1990                   |
| Kulturminister                                          | Andrei Pleșu                                                       | 28. Dezember 1989                  | 28. Juni 1990                   |
| Bildungsminister                                        | Mihai Șora                                                         | 30. Dezember 1989                  | 28. Juni 1990                   |
| Religionsminister                                       | Nicolae Stoicescu                                                  | 18. Januar 1990                    | 28. Juni 1990                   |
| Minister für nationale Verteidigung                     | General Nicolae Militaru Generaloberst Victor Atanasie Stănculescu | 26. Dezember 1989 16. Februar 1990 | 16. Februar 1990 28. Juni 1990  |
| Minister für Volkswirtschaft                            | Generaloberst Victor Atanasie Stănculescu                          | 28. Dezember 1989                  | 16. Februar 1990                |
| Minister für Landwirtschaft und Nahrungsmittelindustrie | Nicolae Ștefan                                                     | 28. Dezember 1989                  | 28. Juni 1990                   |
| Minister für elektrische Energie                        | Adrian Georgescu                                                   | 28. Dezember 1989                  | 28. Juni 1990                   |
| Minister für chemische und petrochemische Industrie     | Gheorghe Caranfil                                                  | 28. Dezember 1989                  | 28. Juni 1990                   |
| Minister für Elektrotechnik, Elektronik und Informatik  | Anton Vătășescu                                                    | 28. Dezember 1989                  | 28. März 1990                   |
| Minister für metallurgische Industrie                   | Ioan Cheșa                                                         | 29. Dezember 1989                  | 28. Juni 1990                   |
| Minister für Erdöl                                      | Victor Murea                                                       | 29. Dezember 1989                  | 28. Juni 1990                   |
| Minister für Leichtindustrie                            | Constantin Popescu                                                 | 29. Dezember 1989                  | 28. Juni 1990                   |
| Minister für Maschinenbauindustrie                      | Ioan Aurel Stoica                                                  | 28. Dezember 1989                  | 28. März 1990                   |
| Minister für Außenhandel                                | Nicolae M. Nicolae                                                 | 2. Januar 1990                     | 28. Juni 1990                   |
| Minister für Bergbau                                    | Nicolae Dicu                                                       | 2. Januar 1990                     | 28. Juni 1990                   |
| Minister für Post und Telekommunikation                 | General Stelian Pintilie                                           | 2. Januar 1990                     | 28. Juni 1990                   |
| Minister für Geologie                                   | Ioan Folea                                                         | 2. Januar 1990                     | 28. Juni 1990                   |
| Verkehrsminister                                        | Corneliu Burada                                                    | 2. Januar 1990                     | 28. Juni 1990                   |
| Minister für Holzindustrie                              | Ion Râmbu                                                          | 14. Januar 1990                    | 28. Juni 1990                   |
| Minister für Bauwesen                                   | Alexandru Dimitriu                                                 | 14. Januar 1990                    | 28. Juni 1990                   |
| Minister für Wasser, Wald und Umwelt                    | Simion Hâncu                                                       | 28. Dezember 1989                  | 28. März 1990                   |
| Tourismusminister                                       | Mihail Lupoi (kommissarisch) Mihail Lupoi                          | 2. Januar 1990 14. Januar 1990     | 14. Januar 1990 7. Februar 1990 |
| Gesundheitsminister                                     | Dan Enăchescu                                                      | 8. Januar 1990                     | 28. Juni 1990                   |
| Minister für Arbeit und Soziales                        | Mihnea Marmeliuc                                                   | 5. Januar 1990                     | 28. Juni 1990                   |
| Sportminister                                           | Mircea Angelescu                                                   | 30. Dezember 1989                  | 28. Juni 1990                   |

## Weblink
- Kabinett Roman I